# Jacamar cuallarg
El jacamar cuallarg (Galbula dea) és una espècie d'ocell de la família dels galbúlids (Galbulidae) que habita en boscos i límits de les sabanes del sud-est de Colòmbia, sud de Veneçuela, Guaiana, est de l'Equador i del Perú, nord de Bolívia i oest del Brasil.

## Taxonomia
L'espècie va ser descrita científicament per Carl von Linné en la seva obra Systema naturae el 1758 amb el nom de Alcedo dea. Dos anys després, Mathurin Jacques Brisson va crear el gènere galbula, el qual es va traslladar aquesta espècie. Se'n coneixen 4 sub-espècies:
- Galbula dea dea: sud de Veneçuela a Guaiana i al Brasil al nord de l'Amazones (est del Riu Negro)
- Galbula dea amazonum: nord de Bolívia (riu Beni) i Brasil al sud de l'Amazones (a l'est de Pará)
- Galbula dea brunneiceps: extrem est de Colòmbia i Perú i oest de Brasil
- Galbula dea phainopepla: Oest de Brasil, sud de l'Amazones i oest del riu Madeira

El seu nom en llatí fa referència a una au petita i groga (galbula) i deessa (dea).

## Descripció
És una au d'entre 25 i 34 cm de longitud, la meitat dels quals pertanyen a la seva cua i el seu pes oscil·la entre els 25 i els 32 grams. Té el bec negre i allargat, característic de la família dels galbúlids. El seu plomatge és bàsicament negre amb una corona de color marró fosc a la part de dalt del cap. Les altres parts del cos tenen reflexes de color blavós brillant. Té al pit i al coll una franja de color blanc. L'iris dels seus ulls és de color marró fosc i els peus i les potes de color negre.

## Comportament
Quan aterra a les capçades dels arbres (en branques horitzontals primes i sense fulles), passa fàcilment desapercebut fins al moment que canta. Viu sol, en parella o en grups de 3 individus.
S'alimenta bàsicament d'insectes que atrapa realitzant vols curts i molt àgils. La dieta la componen principalment lepidòpters, odonats, dípters i himenòpters de les famílies Vespidae i Apidae. En alguns casos també s'alimenten d'aranyes.
Fa el niu a les capçades del arbres creant un monticle sobre nius de tèrmits arboris. Se'l pot trobar vivint sol, en parella o en grups de 3 o 4 individus.

## Distribució i hàbitat
És comú trobar-lo a les capçades dels arbres de terres altes, tant a l'interior com a les vores dels boscos de ribera primaris i secundaris, sabanes i boscos inundables. També es pot trobar en boscos secs i boscos de terra ferma. Se sol trobar en altituds fins als 1100 metres sobre el nivell del mar.
Se'l pot trobar al sud i sud-est de Veneçuela, Guaiana francesa, Surinam, Guyana, zona amazònica de Brasil, al sud i est de Colòmbia, a l'est de l'Equador, a l'est i nord-est de Perú i al nord de Bolívia.

## Conservació
No s'ha quantificat mai la població d'aquesta au, tot i això, l'espècie es considera bastant comú. L'amplia àrea de distribució a través de varis països, fa que, tot i la lleugera disminució de la seva població, no es consideri vulnerable. En 19 anys (3 generacions) aquesta au ha perdut entre el 16,5% i el 20,7% del seu hàbitat.